# Hanna Beate Schöpp-Schilling
Hanna Beate Schöpp-Schilling (* 19. August 1940 als Hanna Beate Schilling in Wohltorf; † 20. Juli 2009 in Berlin) war eine deutsche Amerikanistin und Feministin, die sich um die Förderung und Verwirklichung von Frauenrechten auf nationaler und internationaler Ebene verdient gemacht hat.

## Leben und Wirken
Hanna Beate Schilling studierte Anglistik, Germanistik und Amerikanistik an den Universitäten München, FU Berlin und Yale. Sie wurde 1970 an der FU Berlin mit einer Dissertation unter dem Titel Die Bedeutung der Brüder Schlegel für die amerikanische Literaturkritik, 1815–1833 zum Dr. phil. promoviert.
Anschließend war sie als wissenschaftliche Mitarbeiterin und von 1972 bis 1976 als Assistenzprofessorin für amerikanische Literatur am John-F.-Kennedy-Institut tätig. Hier führte sie erstmals „Women’s Studies“-Seminare ein und organisierte zusammen mit anderen jungen Wissenschaftlerinnen 1976 die erste Sommeruniversität für Frauen in der damaligen Bundesrepublik an der Freien Universität Berlin.
Von 1977 bis 1987 arbeitete sie im Aspen Institute Berlin in verschiedenen Funktionen, darunter als Assistenzdirektorin und Geschäftsführerin. Sie gehörte zu den West-Berliner Wissenschaftlerinnen, die die Einrichtung eines Frauenforschungsinstituts an der Freien Universität Berlin initiierten, das 1981 als Zentraleinrichtung zur Förderung von Frauen- und Geschlechterforschung verankert wurde. Von 1982 bis 1984 war sie Mitherausgeberin der Reihe „Ergebnisse der Frauenforschung“, in der die Dissertationen junger Wissenschaftlerinnen veröffentlicht wurden.
Fünf Jahre lang leitete sie die von der damaligen Ministerin Rita Süssmuth neu gegründete Abteilung Frauenpolitik im Bundesministerium für Jugend, Familie, Frauen und Gesundheit (heute: Bundesministerium für Familie, Senioren, Frauen und Jugend) im Amt einer Ministerialdirektorin.
1989 wurde sie auf Vorschlag der damaligen Bundesregierung von den Vertragsstaaten der Vereinten Nationen als Sachverständige in den UN-Ausschuss für die Beseitigung der Diskriminierung der Frau (CEDAW) gewählt, dem sie bis 2008 angehörte. Dabei hat sie die Arbeit des Ausschusses entscheidend mit geformt und wesentlich zur Anerkennung der internationalen Frauenrechte als unverletzliche und unveräußerliche Menschenrechte beigetragen. 2007 dokumentierte sie die Aktivitäten des Ausschusses in dem Band The Circle of Empowerment, den sie zusammen mit Cees Flinterman, dem niederländischen Mitglied des Ausschusses, herausgab. Der Band beleuchtet die Hintergründe der tatsächlichen Arbeit des Vertragsorgans, die sonst verschlossen bleiben. In einem Essay arbeitet Hanna Beate Schöpp-Schilling die Besonderheiten der CEDAW im Vergleich zu anderen Menschenrechtsinstrumenten heraus. In ihrer Rezension zieht Sarah Wittkopp das Fazit: „Der Sammelband hält die Balance zwischen rechtlicher Information und persönlicher Reflexion. […] Exemplarisch wird der Kampf gegen die Diskriminierung der Frau am Beispiel der wachsenden Akzeptanz und des wachsenden Selbstvertrauens des Ausschusses beleuchtet. So webt sich aus den vielen persönlichen Erinnerungen ein bunter Teppich der Konvention und ihrer Geschichte.“
Darüber hinaus übernahm Hanna Beate Schöpp-Schilling zahlreiche Lehraufträge für den Themenbereich Menschenrechte von Frauen, darunter an der Ruhr-Universität Bochum, an den Universitäten von Jekaterinburg (Russland) und Sarajevo (Bosnien und Herzegowina) sowie als Gastprofessorin an der Ritsumeikan University in Kyoto (Japan).
Für ihr Lebenswerk und insbesondere ihr 20-jähriges Engagement zur Durch- und Umsetzung von Frauen- und Menschenrechten wurde Hanna Beate Schöpp-Schilling 2008 mit dem Margherita-von-Brentano-Preis ausgezeichnet und erhielt 2009 das Bundesverdienstkreuz 1. Klasse.

„Ich bin Feministin. Und Feminismus bedeutet nun einmal, zu erkennen, dass die herrschenden Verhältnisse von patriarchalischen Strukturen bestimmt sind.“

## Mitgliedschaften (Auswahl)
- Kuratorium des Deutschen Instituts für Menschenrechte[6]
- Nationales Menschenrechtsinstitut der Region Swerdlowsk in Jekaterinburg
- 2007 bis 2008 „filia. Die Frauenstiftung“

## Auszeichnungen
- 2008: Margherita-von-Brentano-Preis[7]
- 2009: Verdienstkreuz 1. Klasse des Verdienstordens der Bundesrepublik_Deutschland[8]

## Schriften (Auswahl)
- A Bibliographic Guide to Women's Studies (Hrsg. mit Dagmar Loytved). 2 Bände und 1 Supplementband. John-F.-Kennedy-Institut für Nordamerikastudien, Berlin 1976–1980. OCLC 741490228 (Band 1), OCLC 311407828, (Band 2) ISBN 3-88646-000-2 (Supplementband).
- Frauenpolitik in den Vereinten Nationen: Neue Herausforderungen, in: Sabine von Schorlemer: Praxishandbuch Uno. Die Vereinten Nationen Im Lichte Globaler Herausforderungen, Springer, 2003 (erste Auflage 2002), ISBN 978-3-540-43907-3[9]
- The Role of the Convention on the Elimination of All Forms of Discrimination Against Women and its Monitoring Procedures for Achieving Gender Equality in Political Representation. Schriftliche Fassung eines Vortrags vor einer Tagung des International Institute for Democracy and Electoral Assistance in Budapest, 22.–23. Oktober 2004.
- Vorschläge zur Reform der UN-Vertragsausschüsse im Rahmen der Bemühungen um eine Reform der Vereinten Nationen. In: Helmut Volger und Norman Weiß (Hrsg.): Die Vereinten Nationen vor globalen Herausforderungen: Referate der Potsdamer UNO-Konferenzen 2000-2008, Band 3. Universitätsverlag Potsdam 2011, S. 69–79, ISBN 3-86956-139-4 (Schriftliche Fassung eines Vortrag vor der Potsdamer UNO-Konferenz des Forschungskreises Vereinte Nationen vom 24. Mai 2005).
- The Circle of Empowerment. Twenty-five years of the UN Committee on the Elimination of Discrimination against Women (mit C. Flinterman). Feminist Press at the City University of New York 2007, ISBN 978-1-55861-563-2
- Zwangsverheiratung als Menschenrechtsverletzung: Die Bedeutung der internationalen Rechtsinstrumente. In: Bundesministerium für Familie, Senioren, Frauen und Jugend (Hrsg.): Zwangsverheiratung in Deutschland. Nomos Verlag, Baden-Baden 2007, S. 200–214, ISBN 978-3-8329-2907-7 (= Schriftenreihe des Bundesministeriums für Familie, Senioren, Frauen und Jugend – Forschungsreihe, Band 1).
- Das Übereinkommen zur Beseitigung jeder Form von Diskriminierung der Frau (CEDAW) und sein Vertragsausschuss nach 25 Jahren. Bilanz und Ausblick, in: Andreas Zimmermann, Thomas Giegerich (Hrsg.): Gender und Internationales Recht, Duncker & Humblot, Berlin 2007, ISBN 978-3-428-12626-2, S. 137–169
- Der Frauenrechtsausschuss der Vereinten Nationen in der Interaktion mit islamisch geprägten Staaten, in: Hatem Elliesie (Hrsg.): Beiträge zum Islamischen Recht VII. Islam und Menschenrechte, Peter Lang Verlag, Frankfurt 2010, ISBN 978-3-631-57848-3, S. 417–455